# 汉阳陵
汉阳陵是西汉汉景帝刘启及其皇后王氏同茔异穴的合葬陵园，位于今陕西省咸阳市渭城区正阳镇张家湾、后沟村北的咸阳原上，是咸阳原西汉诸帝陵中最东的一座，地跨咸阳市渭城区、泾阳县和西安市高陵县三地。景帝驾崩于公元前141年，15年（公元前126年）后王皇薨，方合葬陵内。汉阳陵为2001年第五批全国重点文物保护单位（包括在西汉帝陵内），西安考古所曾于1998年发掘了10余条陪葬坑。2004年，西安考古研究所对陵区内的丛葬坑（部分）、陪葬墓园、祭祀建筑等进行了发掘，目前已于原址建立咸阳汉阳陵博物馆作保护参观之用。

## 历史
汉景帝于五年（前153年）正月（或为三月）开始修建阳陵以及阳陵邑。同年五月，招募民众迁徙到阳陵邑，给钱二十万。景帝后三年（前141年）驾崩后，于二月癸酉日（3月18日）下葬，从驾崩到下葬共十天。王皇后于元朔三年（前126年）去世，在景帝之后十五年，合葬阳陵。自景帝始修陵墓到王皇后入葬，阳陵修筑达28年。
在新朝灭亡后，赤眉军攻入长安。一时间长安混乱，死者数十万，除了霸陵、杜陵外，宗庙园陵都被毁坏。

## 陵区布局

阳陵布局简图

汉阳陵位于汉长安城的东北方向，是咸阳原上西汉帝陵中最东边的一座，与汉高祖刘邦的长陵相邻。陵区位于泾水和渭水之间，泾渭在其东不远处合流。
汉阳陵主要由帝陵陵园、后陵陵园、南区从葬坑、北区从葬坑、礼制建筑、陪葬墓园、刑徒墓地以及阳陵邑等部分组成。
帝陵为汉阳陵的主要部分，其下埋葬着汉景帝。帝陵高约31米，外围放射状地分布有81条从葬坑，其中出土了大量文物。帝陵的南阙门为正门，规模较大。现已发掘保护。后陵在帝陵东450米，高约25.5米，有28条丛葬坑，其下葬着皇后王氏。
阳陵陵园内有大型礼制建筑遗址，考古学家将其分为一号建筑遗址和二号建筑遗址。一号建筑遗址位于帝陵西南约450米处，东西长320米，南北宽210米。外围有壕沟、垣墙，墙内有保护完好的大型建筑遗址。考古发现了墙基、柱础、庭院等建筑遗迹以及瓦当、陶俑等。二号建筑遗址位于帝陵东南约300米处，形状为正方形边长260米。建筑由内外两层，外层有壕沟，沟内四角有廊房，四边的中部有门道。内有中心建筑，为正方形边长53.7米。遗址内高外低，夯土而成。中部有一中心柱石，外围有砖铺回廊和散水，被称为罗经石。
南北区丛葬坑分别位于帝陵西北和东南方向450米处，各有丛葬坑24座。坑的长短宽窄不一，最长的有299米，最宽的有10米，深一般在7~8米，坑之间间距一般在20米左右，均为竖穴土圹地下隧道式建筑。由于坑中出土文物大多与军事相关，故考古学家推测其为西汉南军和北军的缩影。
贵族陪葬墓园共有两处，分别在东部和北部。北部的陪葬墓在帝陵北约600米处，现存两座大墓，均为东西向中字型，有封土，外围有丛葬坑12座。东部的陪葬墓在司马门外100米以东，东西2.5公里，南北1.5公里的范围内，有大小年代不一的陪葬墓园200多个，其中探明的墓葬有10000多座，发掘的有2000多座。
阳陵邑位于陵园以东，面积有4.5平方公里，由东西向街道11条，南北向31条，里坊200多个。主街道将城区分为南北两部分，北部为官署区，南部为居民区。

## 考古发现

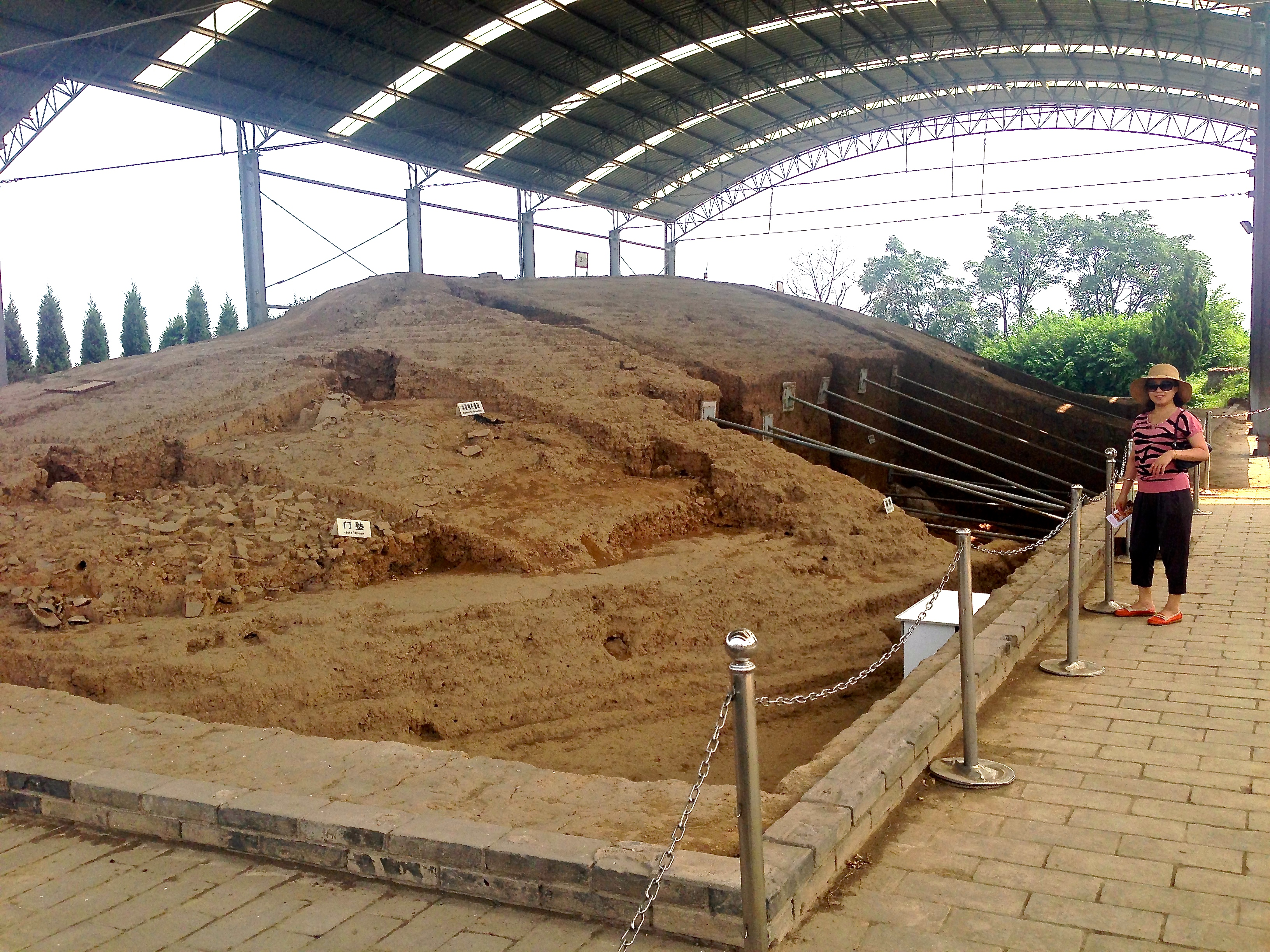
汉阳陵东门.

汉阳陵已经发现数以千计的大量彩绘裸体陶俑，与秦兵马俑风格完全不同，非常有历史意义，而且证明并未被盗，另外还有很多有价值的发现，如汉代宫阙。
汉阳陵的出土器物中最为主要的是大量的陶俑。其中最为重要的一类是裸体的彩绘陶俑，这种陶俑原本是有丝或布制成的衣服，或是铠甲，以及可以活动的木质双臂，由于上述物质年久腐烂，于是出土时就只剩陶制的裸体头身了（部分武士俑有铠甲的痕迹）。陶俑中最多的是男性，其次女性，宦官俑最少，一般高度在55-60厘米之间。在肌肤和五官施以不同颜色的彩绘，使其肖似真人。裸体俑中出土最多的是男性武士俑，一般身穿铠甲，以军阵的形式出现。其中除静态站立的姿势以外，还有动态作行走状的，而且面部各异表情生动。裸体女俑中侍女俑居多，其中有橙红彩和白彩之分，白彩以象征女性的白嫩的肌肤。宦官俑与一般男俑的区别在于生殖器，宦官俑的生殖器没有睾丸且阴茎较一般男俑要小得多。裸体俑中还有骑兵俑，其胯下原有木马，现已朽烂，其中分男骑兵俑和“女骑兵俑”。其中“女骑兵俑”造型极其夸张，颧骨极高，眼睛细小，表情奇异。对于这种“女骑兵俑”是否为女性在学界还存在争议，有认为女性的，也有认为是男性的（没有明显的胸部），也有觀點认为是汉代老婦。
除裸体俑外，还有塑衣式彩绘俑，这种俑全部用陶制成，并在烧制完成后施以彩绘。其中有文吏俑，着长袍，拱手而立，表现的是汉朝文吏的形态。侍女俑有两种，一种身着落地长裙，双手在腰前拱手而立，神态端庄，另一种着及膝长襦，手中持慧（已腐烂），表情木讷，地位较前一种为低。此外还有乐伎俑和舞蹈俑，乐伎俑一般为男性，手中的乐器已经腐烂，舞蹈俑为女性，作长袖善舞状。
此外，还有大量的陶制动物出土。有陶猪、陶牛、陶马、陶羊、陶鱼、陶鸡等出土，其中陶公鸡施以黑、红、白等多色彩绘，以肖似实物。陶制生活用具也有出土，包括陶盆、陶罐、陶鼎等等。
兵器方面，丛葬坑内出土的均属冥器，模拟汉代实物，材质以铜铁为主。比如说有长17厘米的铁矛头、36厘米的铁剑、5厘米的铁戟、3厘米的铜镞等等，均是按实物缩小的，比例不一，没有实用价值，也不应当被看成武士俑的兵器。同一类型的还有铜钱、铜砝码、铜带钩、铜升等等。具有使用价值的铜器也有出土，比如说“般邑家”铜锺，高43厘米，铸有铭文，此外还有铜豆、铜匜、铜熏炉等等，多是在陪葬墓园出土。
其他如瓦当、铜镜、玉器等也有出土。
帝陵的丛葬坑似乎在模仿一些汉朝的官署。在陵东12号坑中出土了“宗正之印”，其中还有数十件车马器，推测原有木制车马模型，当是在模仿九卿中的宗正。在陵东17号坑内发现了“宦者臣印”，陵东21号坑内发现了“东织令印”。

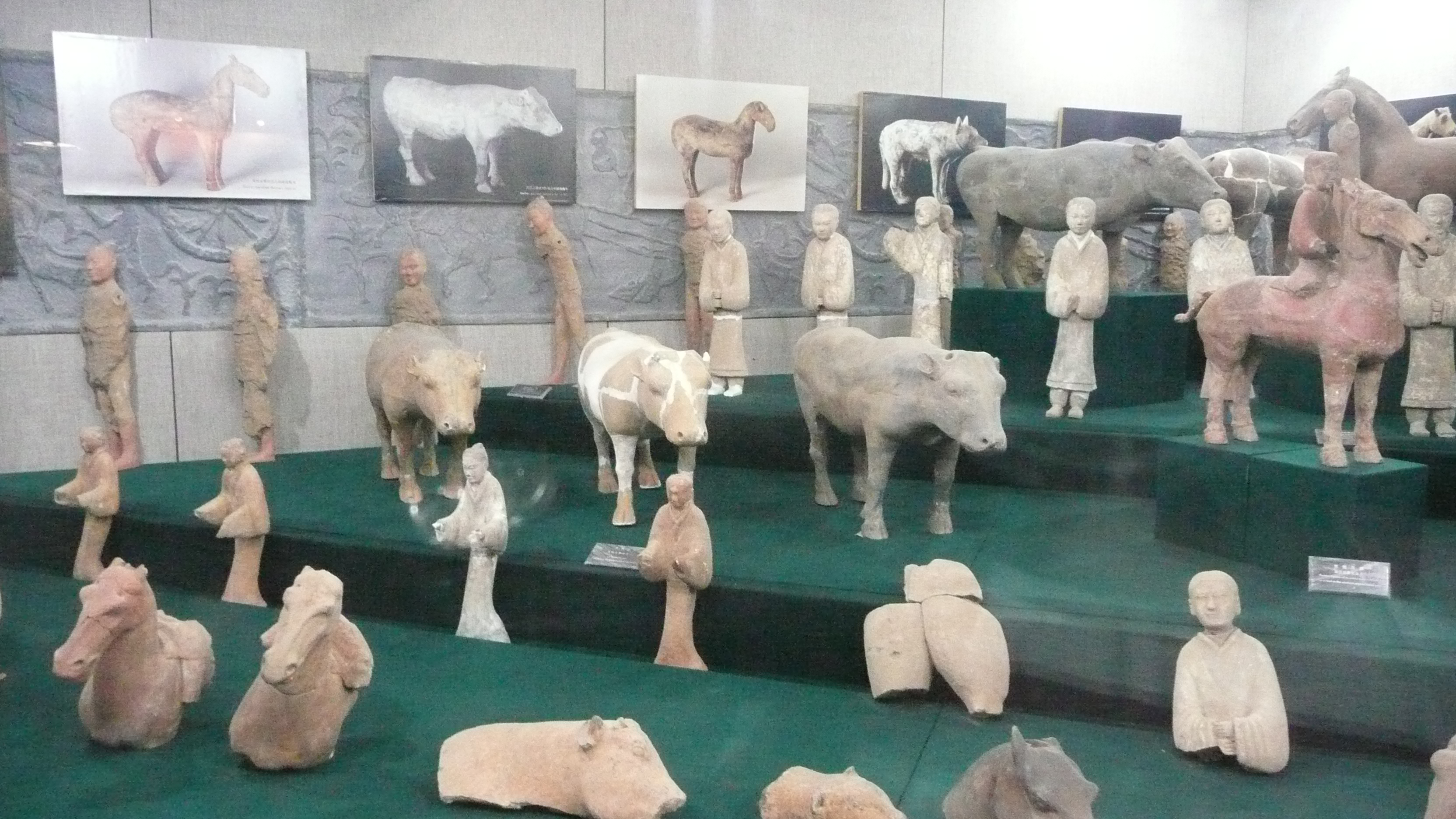
各种陶俑
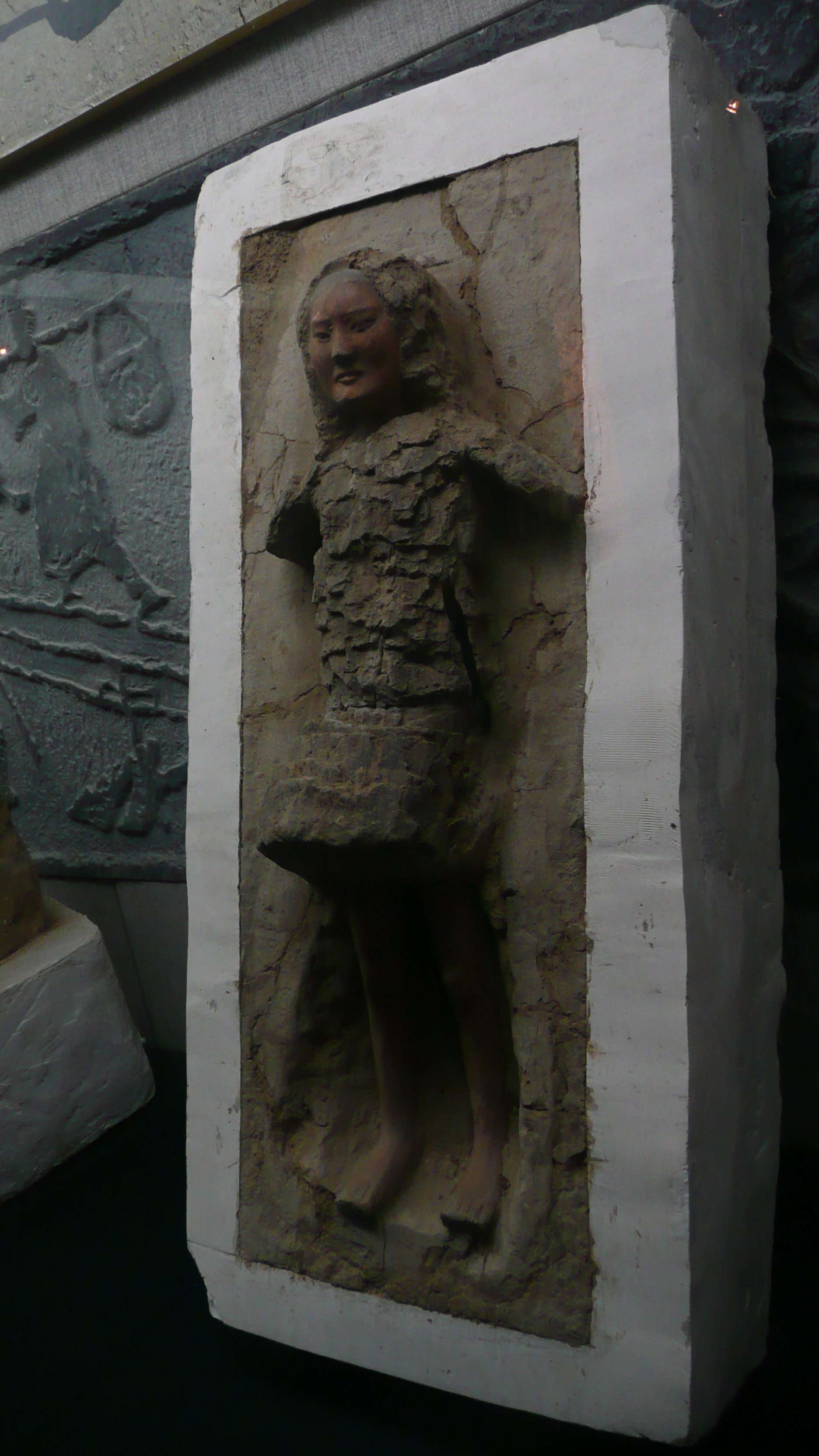
带盔甲的陶俑
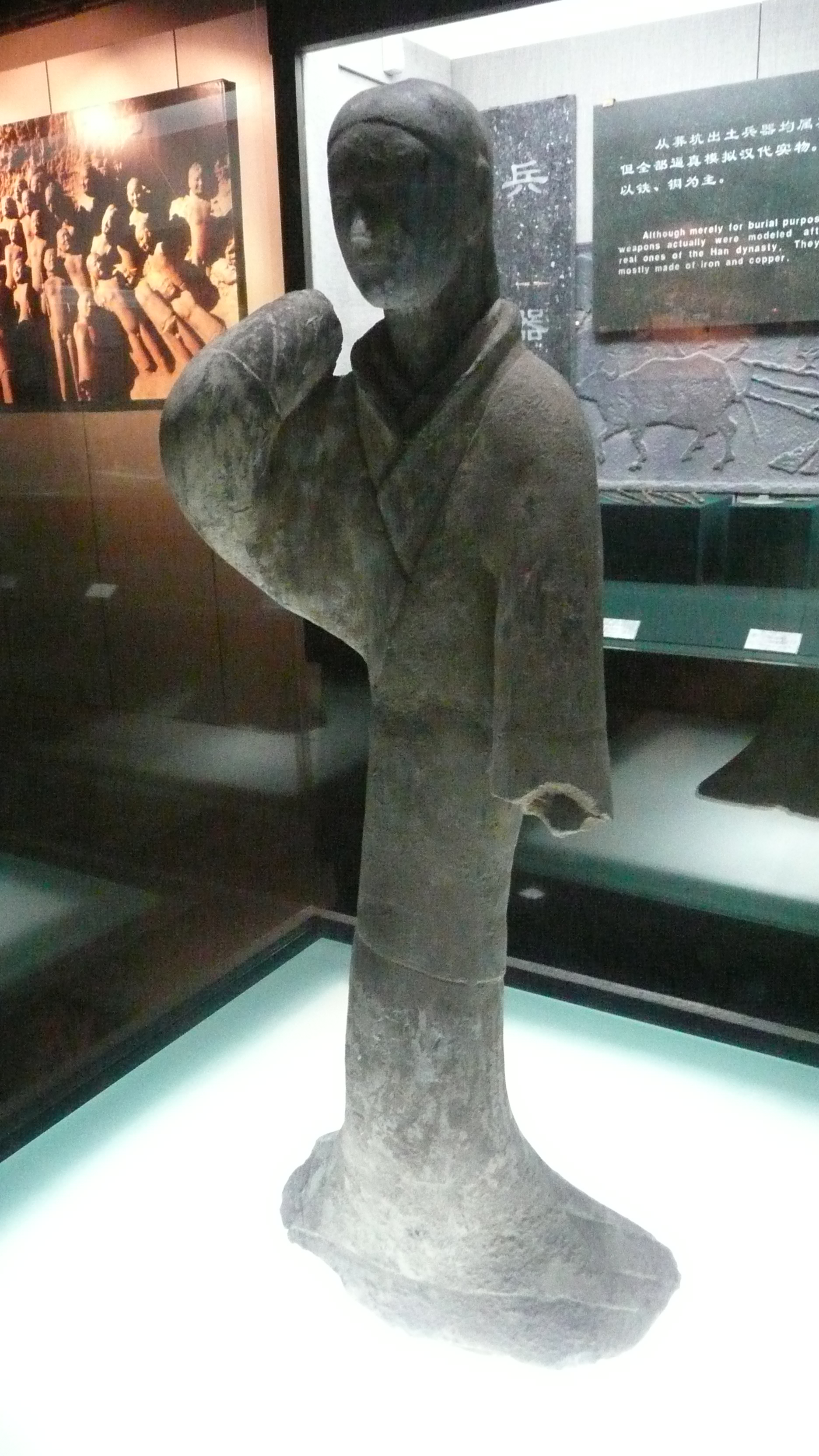
舞女俑
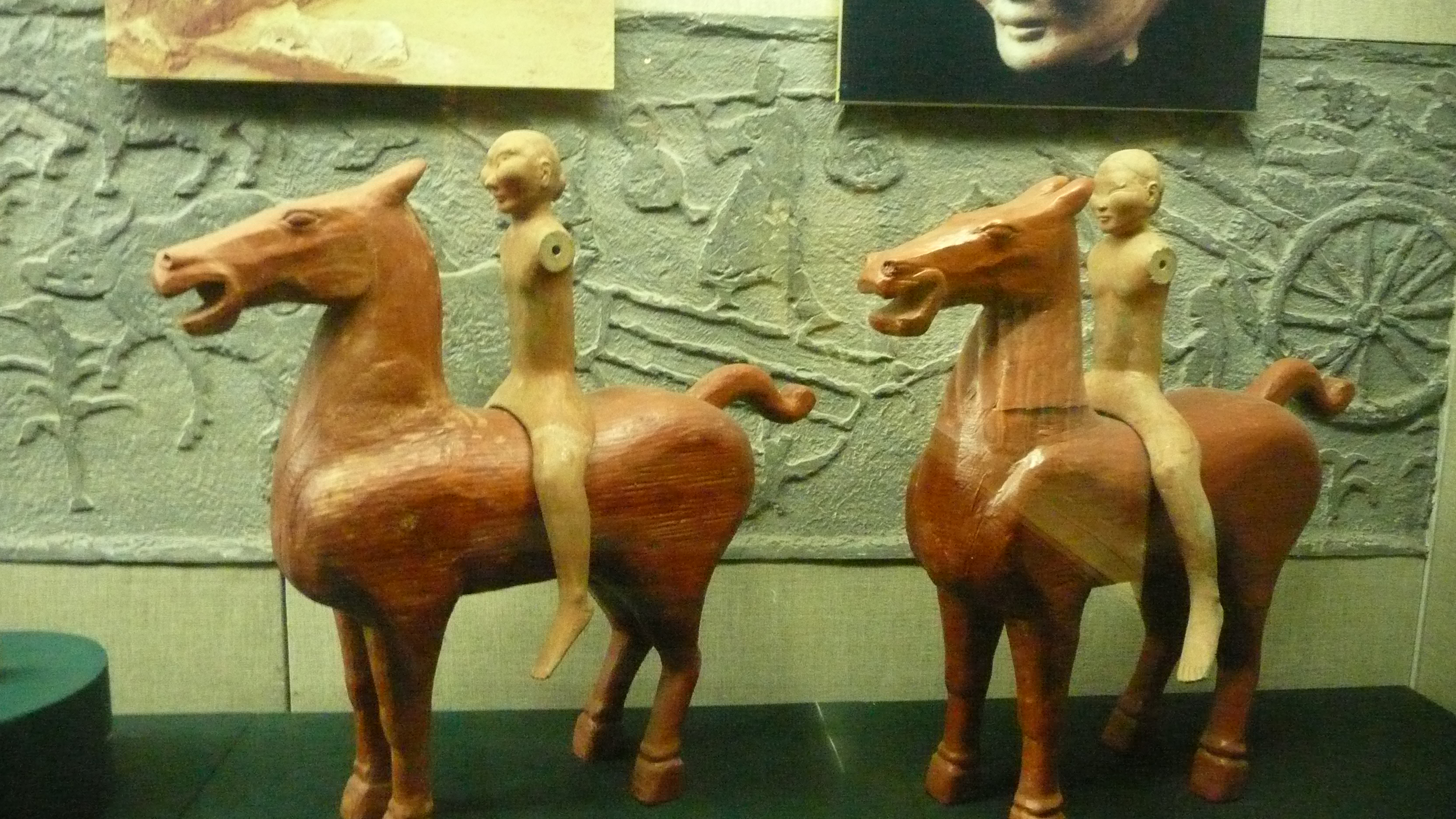
骑兵俑
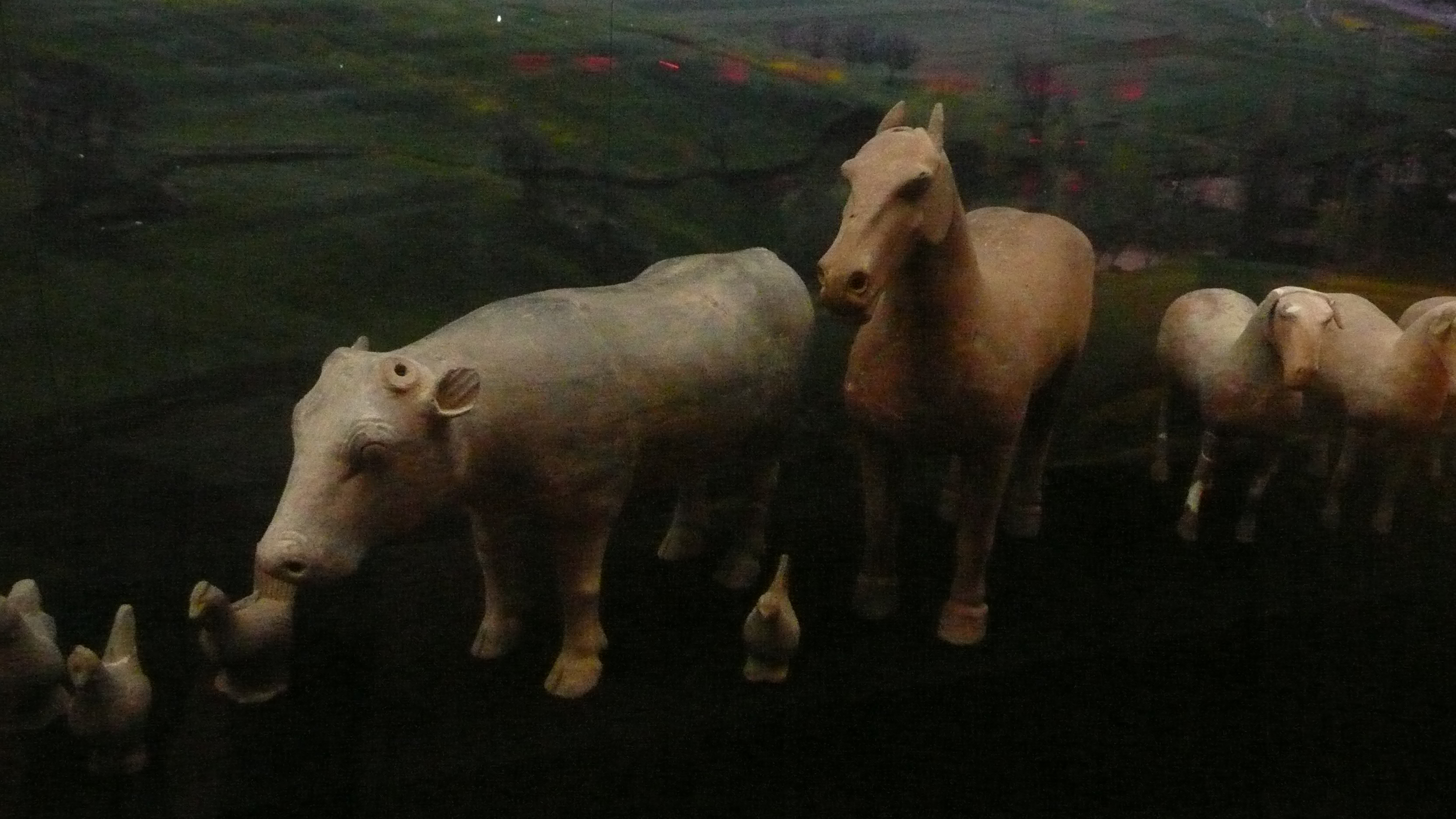
各种陶制动物
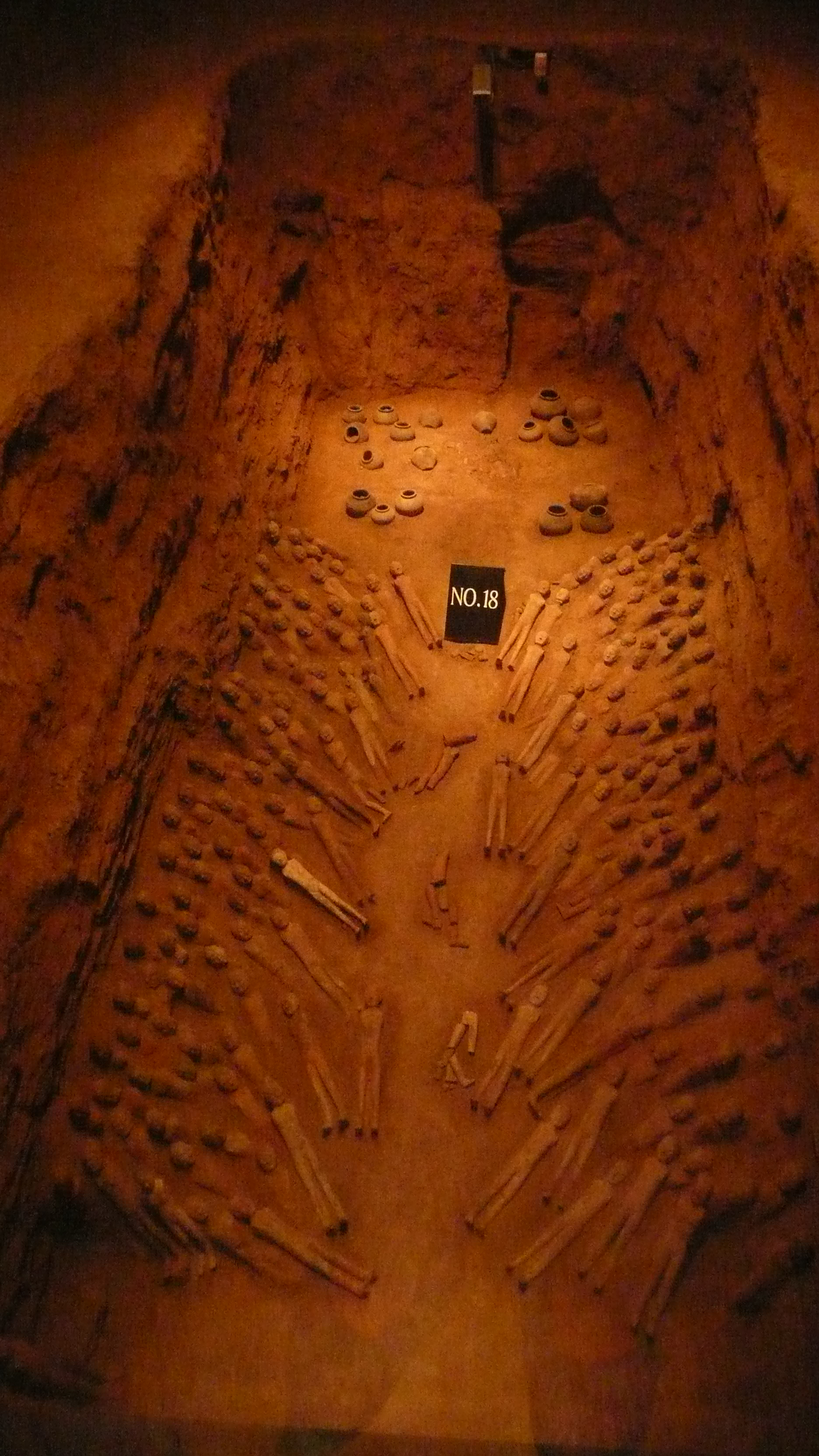
18号坑
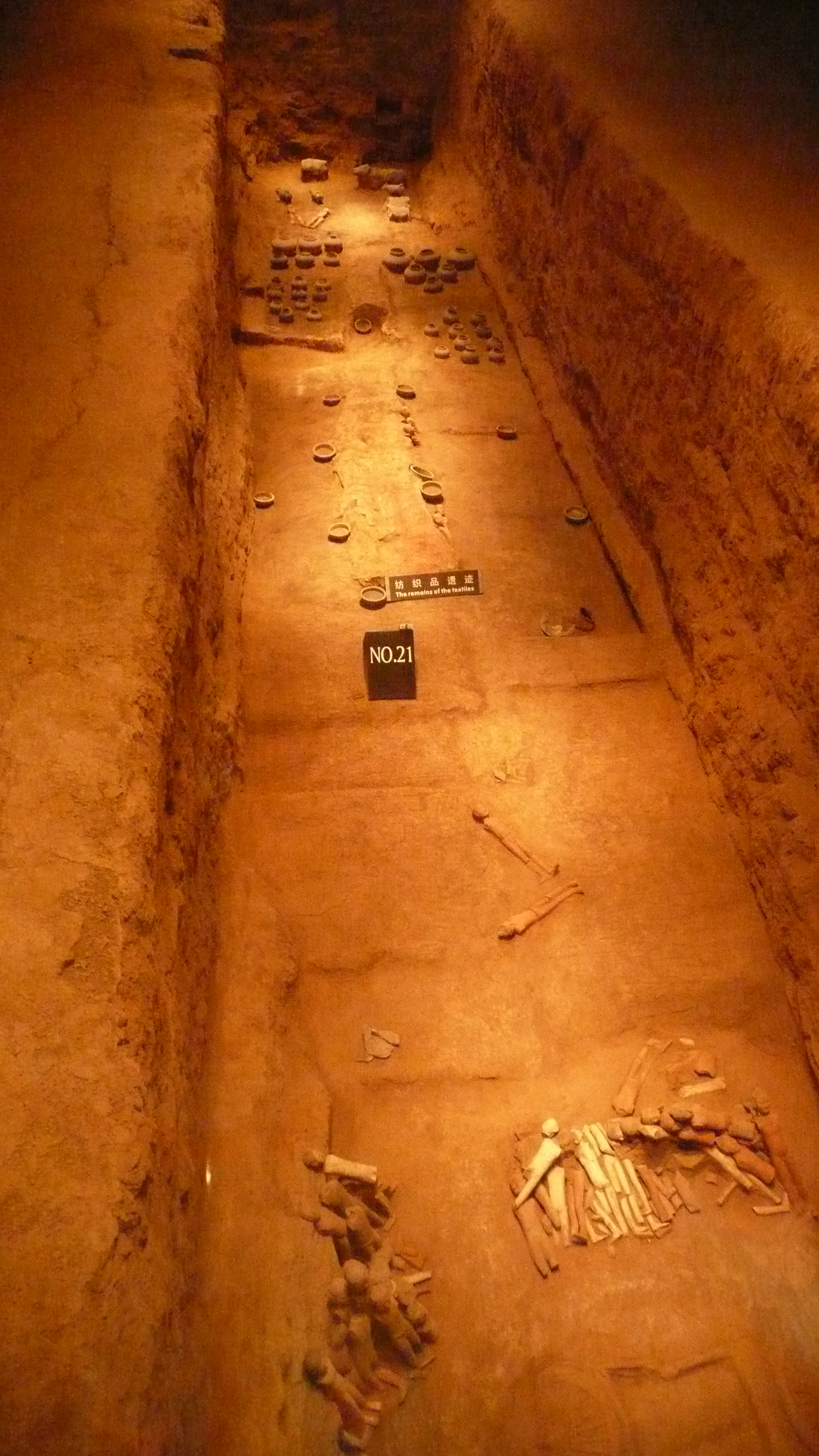
21号坑
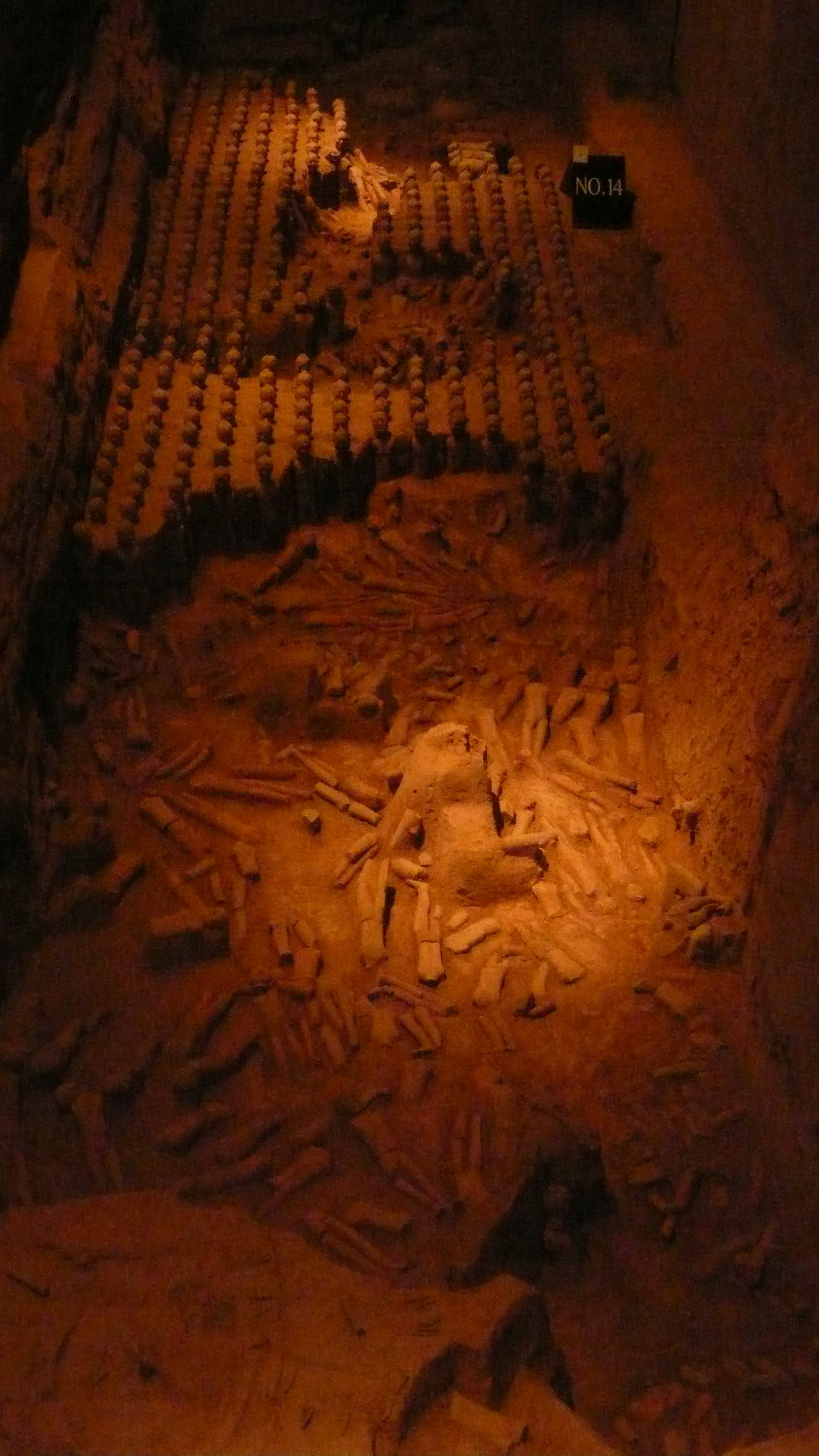
14号坑
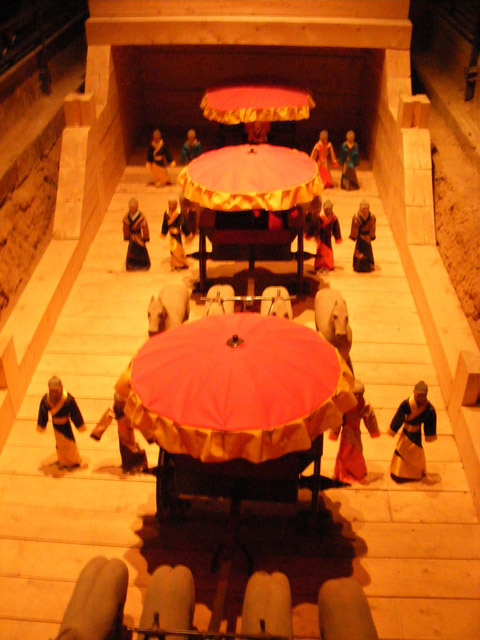
車馬儀仗隊復原模型
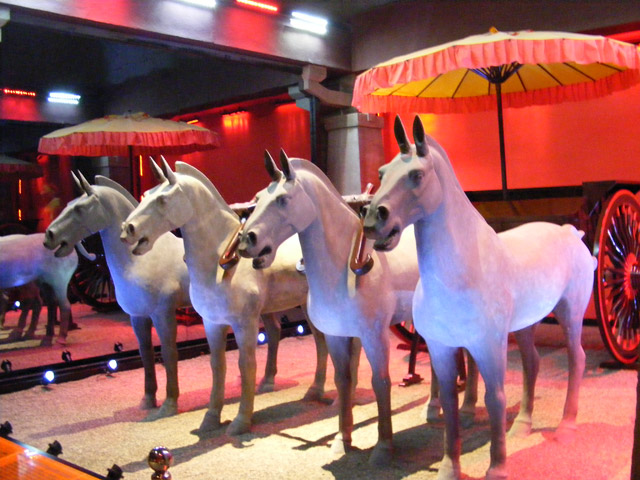
漢陽陵內馬車

## 保护现况
目前建有汉阳陵考古陈列馆保存和展示从阳陵发掘出来的文物。考古陈列馆建成于1999年，位于帝陵和后陵的南侧，采用半地下式两层建筑，面积约3750平方米。陈列有“阳陵概况介绍及礼制性建筑出土文物”、“帝陵丛葬坑出土文物”、“陪葬墓园文物陈列”等单元，展示从阳陵各部分历年出土的文物，总计1800余件。
在帝陵东北侧建有帝陵外葬坑保护展示厅。1998年对帝陵外葬坑的10条丛葬坑进行了发掘，出土各种陶俑、动物雕塑、生活用具等等大量文物。2006年在原址建立保护展示厅，为全地下建筑，原址保护陵东12~21号坑，并通过玻璃幕墙和玻璃通道将游客和遗址隔离，以达到保护文物和游客参观的双重目的。
另外在南阙门遗址和宗庙遗址都建有保护性建筑。
1963年汉阳陵被公布为陕西省第一批重点文物保护单位。2001年中国国务院公布汉阳陵（包括在西汉帝陵内）为第五批全国重点文物保护单位。。2008年中国国家文物局公布汉阳陵博物馆为国家一级博物馆。
来汉阳陵参观过的政要有李瑞环、江泽民、罗干、希拉克、萨科奇等。